# 滑翔机飞行员奖章

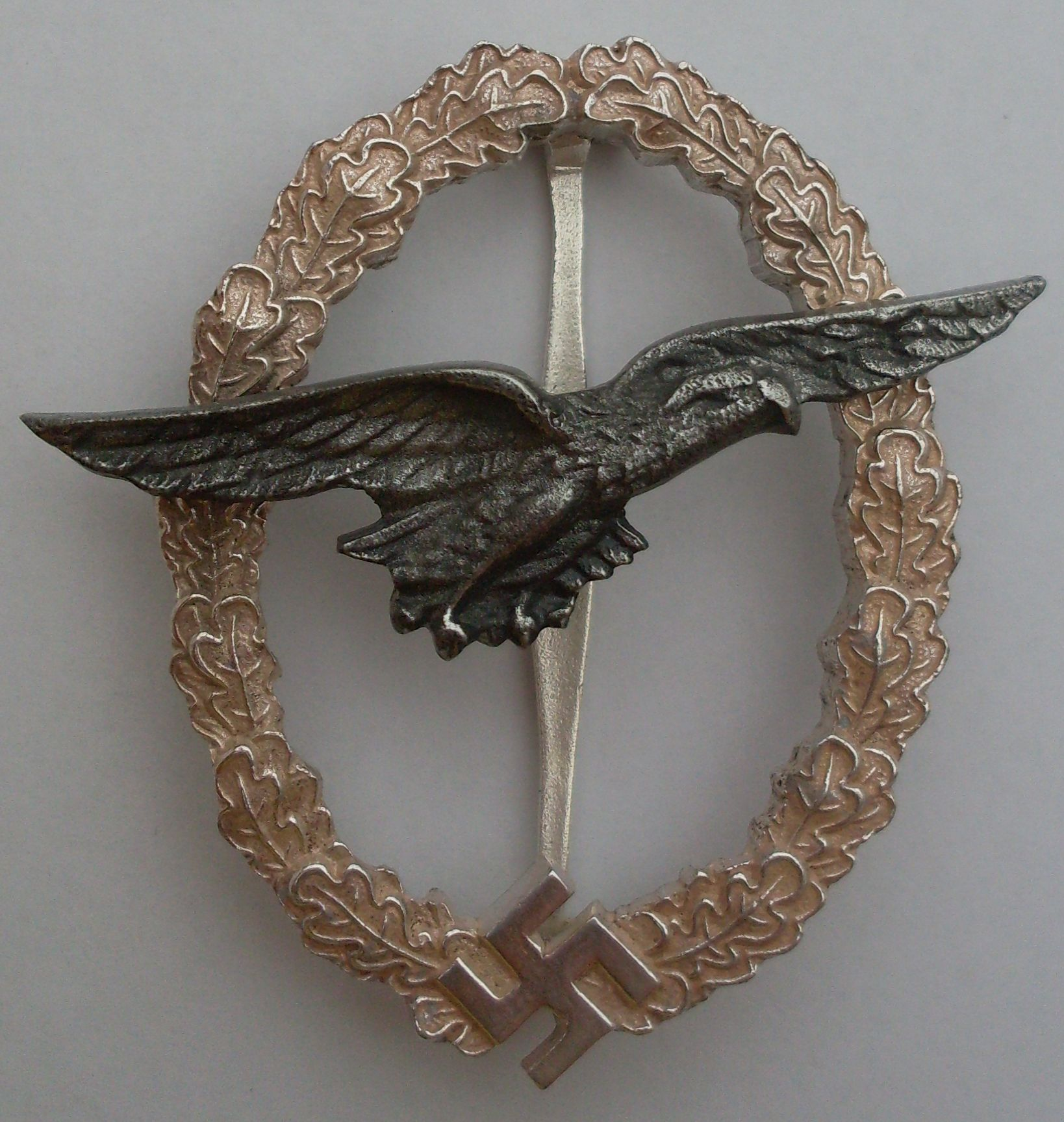
滑翔机飞行员奖章

滑翔机飞行员奖章（Segelflugzeugführerabzeichen）是纳粹德国军方设立于第二次世界大战期间的一项荣誉，完成滑翔机驾驶训练的納粹德國空軍人员可以獲得該項榮譽。